# 鄭春洙
鄭 春洙（チョン・チュンス、정춘수、日本名：禾谷 春洙（かたに しゅんじゅ）、1875年2月11日 - 1951年10月27日は、大韓民国のキリスト教メソジスト派の牧師。 朝鮮の日本統治時代において当初は独立運動家であったが、後に親日派に変節した。雅号は青吾、本貫は光州。

## 経歴
忠清北道清州郡（後の清州市）に生まれた。1904年に咸鏡南道元山で宣教師から洗礼を受けてメソジストに入信し、協成神学校（협성신학교：後の監理敎神学大学校の前身）を卒業して、1911年に牧師となった。彼は、心霊復興会の開催に特に能力を見せていたが、元山の教会に勤務していた1919年に三・一運動をむかえた。
鄭春洙は、同年2月に京城府で吳華英と朴熙道に勧誘され、民族代表33人のひとりとして参加することを決めた。元山に戻って、地域での万歳運動を組織した上で、当日は汽車で上京したが、既に泰和館における集会が終わって、関係者たちが逮捕された後だったため、自首し、懲役1年6ヶ月の刑を宣告されて服役した。出獄後は開城の教会に勤め、（抗日団体である）新幹会に参加した。
しかし、1930年代になると、東大門教会担任牧師を引き受けるなど、ソウルで牧会活動をしていた時期に、1938年の興業倶楽部事件で転向声明を発表し、以降は親日活動に乗り出した。翌年、大日本帝国の保護の下で、彼は朝鮮におけるメソジスト教会の首長である監督に選ばれ、朝鮮と日本のメソジスト教会の合同を目的として1941年3月に新たに設立された「キリスト教朝鮮監理教団（기독교조선감리교단）」への合同過程に賛同した。その後は、大日本帝国が起こした日中戦争と太平洋戦争に積極的に協力し、内鮮一体政策への順応を求め、メソジスト教会が神社参拝強要に屈服した際にも先頭に立つなど、朝鮮のプロテスタント教会における代表的な親日要人となった。
プロテスタント内部の思想検査団体で、警察と結託して神社参拝を促した総進会の会長、戦時総動員体制建設のための親日団体である国民総力朝鮮連盟の文化委員（1941年）、朝鮮臨戦報国団の評議員（1941年）、また、親日宗教者が集まりプロテスタント教会信者の志願兵参戦をそそのかした朝鮮戦時宗教報国会の理事（1944年）を歴任した。さらには日本軍のための特別祈祷、愛国献金と武器製造のために、教会の鉄製の門扉や鐘を献納する運動も主導し、1944年には、太平洋戦争にメソジスト教団の名前で飛行機を送るようにするためにメソジスト傘下の一部の教会を売却し、飛行機3台を購入して献納する決定も下した。
朝鮮の日本統治時代の間も、鄭春洙のこうした行跡には、メソジスト協会内部からの反発も多かったが、解放後の1947年には、メソジスト教会再建派によって『감리교회 배신배족 교역자 행장기（メソジスト教会 信仰と民族を裏切った教会役職者の行状記）』が発刊され、1949年には反民族行為特別調査委員会が鄭春洙を逮捕して2か月間拘禁した。メソジスト教会内では鄭春洙の親日行跡に対する荒々しい批判が続いたが、鄭春洙は自身の誤りを反省することはなく、当時は止むを得ず日帝に協力するふりをしただけだと弁解した。 1949年、鄭春洙は、曺元煥の勧めを受け、明洞聖堂で洗礼を受け、ローマ・カトリック教会へ転向したが、朝鮮戦争が勃発し、故郷に避難しているときに死亡した。

## 没後の評価
清州市の三一公園に、同じく忠清北道出身で民族代表33人の一員であった孫秉煕、申錫九、権東鎮、権秉悳、申洪植とともに銅像が設置されたが、親日行跡に関連した抗議活動により、1996年2月8日に市民たちの手で撤去され、台座には撤去されたことを説明する文言が残された。撤去された銅像は、清州総合運動場の倉庫に放置されているという。
鄭春洙の名は、2002年に発表された「親日派708人名簿」、民族問題研究所が『親日人名辞典』に収録するために2008年に整理した「親日人名辞典収録予定者名簿（親日派リスト）」、2009年に親日反民族行為真相糾明委員会が発表した「親日反民族行為705人名簿」のすべてに含まれている。また、キリスト教大韓メソジスト教会が、2005年に光復（解放）50周年記念で出した資料集『하나님에게만 희망을 두고 살아라（神のみに希望を求めて生きよ）』で選定した、メソジスト教会内の親日反逆者名簿12人の中にも入っている。

## 参考資料
- 반민족문제연구소 (1995년 7월 1일). 〈정춘수 : 감리교 황민화의 앞잡이 (김승태)〉. 《친일파 99인 (3)》. 서울: 돌베개. ISBN 89-7199-013-9.